# Целебровский, Виталий Платонович
Виталий Платонович Целебровский (1 (13) апреля 1854, Санкт-Петербург — после 1916 (1920?) — генерал-лейтенант Генерального штаба, руководитель русской военной разведки в 1901—1905 годах.

## Биография
Родился в семье военного чиновника. Окончил гимназию Петришуле (1872), затем изучал медицину в Петербургском университете (1872—1875).
В службу вступил 22 февраля 1875 в лейб-гвардии Уланский полк. Корнет гвардии (6.12.1876). Участвовал в русско-турецкой войне 1877—1878 годов. Поручик (30.08.1880). В 1882 году окончил Николаевскую академию Генерального штаба по 1-му разряду. 29 марта 1883 произведён в штабс-ротмистры, с переименованием в капитаны Генерального штаба.
Старший адъютант штаба 23-й пехотной дивизии (22.06.1885—3.06.1886), затем переведён на службу в военную разведку. Младший делопроизводитель канцелярии Военно-учёного комитета Главного штаба (3.06.1886—9.12.1896), подполковник (30.08.1886). 5 апреля 1892 произведён в полковники за отличие по службе. Старший делопроизводитель канцелярии Военно-учёного комитета Главного штаба (9.12.1896—30.11.1901). Возглавлял военную разведку в должностях управляющего делами Военно-учёного комитета Главного штаба (30.11.1901—1.05.1903), затем начальника отделения по военной статистике иностранных государств отдела военной статистики Управления 2-го генерал-квартирмейстера Главного штаба (1.05.1903—9.02.1905). 6 декабря 1900 произведён в генерал-майоры за отличие по службе.
С 16 ноября 1904 был постоянным членом и управляющим делами Главного крепостного комитета. 22 февраля 1907 уволен от службы в чине генерал-лейтенанта. В отставке проживал в имении жены "Майсниеми", близ Рощина.

## Награды
- Орден Святой Анны 4-й ст. (1878)
- Орден Святого Станислава 3-й ст. с мечами и бантом (1878)
- Орден Святой Анны 3-й ст. (1886)
- Орден Святого Станислава 2-й ст. (1889)
- Орден Святой Анны 2-й ст. (1895)
- Орден Святого Владимира 4-й ст. (1898)
- Монаршее благоволение (1902)
- Орден Святого Владимира 3-й ст. (1903)
- Монаршее благоволение (1904)
- Орден Святого Станислава 1-й ст. (1904)

Иностранные:
- Командор ордена Короны Румынии (1891)
- Персидский орден Короны 2-й ст. (1892)
- Персидский орден Льва и Солнца 2-й ст. (1895)
- Прусский орден Красного орла 2-й ст. (1895)
- Австрийский орден Железной короны (1899)
- Прусский орден Короны 2-го кл. с бриллиантами (1899)
- Большой крест ордена Короны Италии (1903)

## Семья
Жена: Наталья-Луиза-Леонтина (Наталья Фёдоровна) Ольсониус (8.08.1857 – после 1917), дочь ювелира Иоганна Ольсониуса
Дети:
- Виталий (9.08.1880—?), ротмистр
- Фёдор (4.10.1881 — 29.06.1906), коллежский секретарь